# Muzafer Sherif
Muzafer Sherif (n. Odemis, Esmirna, Turquía, 29 de julio de 1906 - † Fairbanks, Alaska, Estados Unidos de América, 16 de octubre de 1988) es considerado uno de los fundadores de la Psicología social, asimismo como uno de sus principales representantes. Su trabajo sobre los procesos grupales y el surgimiento de conflictos al interior de los grupos debido a normas sociales contribuyó con el desarrollo de la teoría de juicio social.

## Esbozo Biográfico
Nació en la ciudad de Esmirna - Turquía bajo el nombre de Muzafer Serif Basoglu, el cual cambió posteriormente a Muzafer Sherif. Obtuvo su bachillerato el año 1927 en el American International College de su ciudad natal mientras que su primer MA fue obtenida en la Universidad de Estambul en 1929. Luego de ello, viajó a los EE. UU. y obtuvo su segundo MA el año 1932 en la Universidad de Harvard. Pasó un tiempo en Berlín estudiando con Kohler. 
El año 1935 obtuvo su doctorado en la Universidad de Columbia, con una tesis titulada Some Social Factors In Perception. Luego de ello volvió a Turquía, donde pasó un tiempo en prisión debido a su oposición al movimiento nazi. Retornó a los EE. UU. el año 1944 gracias a la intervención del departamento de estado norteamericano, que además le otorgó una beca. 
El año 1945 se casó con Carolyn Wood, con quien condujo muchas de sus investigaciones.
El año 1954 publicó, junto a otros investigadores, el artículo Intergroup Conflict and Cooperation: The Robbers Cave Experiment que se ha constituido como un clásico de la psicología social.
Publicó 24 libros y 60 artículos. En su carrera recibió muchas distinciones, como por ejemplo:
- Rockefeller Fellow (1935-36)
- Kurt Lewin Memorial Award de la Society for Psychological study of Social Issues
- Guggenheim Foundation Fellowship (1967)
- Distinguished Scientific Contribution Award de la American Psychological Association (1968)
- Distinguished Senior Social Psychologist Award de la Society for the Study of Experimental Social Psychology (1978)

Falleció a los 82 años el 16 de octubre de 1988 en Fairbanks, Alaska por causa de un paro cardiaco.

## Publicaciones (Relación incompleta)
- 1936- The Psychology of Social Norms
- 1948- An outline of Social Psychology
- 1948- Social Psychology
- 1951- Social Psychology at the Crossroads (Editor)
- 1953- Group Relations at the Crossroads, publishes Groups in Harmony and Tension (Editor)
- 1957- Emerging Problems in Social Psychology (Editor)
- 1961- Intergroup Conflict and Cooperation: The Robber's Cave Experiment
- 1961- Social Judgment: Assimilation and Contrast Effects in Communication and Attitude Change
- 1962- Intergroup Relations, and Leadership (Editor)
- 1964- Reference groups: An Exploration of Conformity and Deviance of Adolescence and publishes Attitudes and Attitude Change
- 1968- Reference Scale and Placement of Items with the Own Categories Technique
- 1969- Interdisciplinary Relationships in the Social Sciences
- 1970- On the Relevence of Social Psychology
- 1976- Norm Change over Subject Generations as a Function of Arbitrariness of Prescribed Norms
- 1977- Crisis in Social Psychology: Some Remarks Toward Breaking Through the Crisis